# Lucy Saroyan
 (juin 2017).
Si vous disposez d'ouvrages ou d'articles de référence ou si vous connaissez des sites web de qualité traitant du thème abordé ici, merci de compléter l'article en donnant les références utiles à sa vérifiabilité et en les liant à la section « Notes et références ».
Lucy Saroyan (née le 17 janvier 1946 à San Francisco et morte le 11 avril 2003) est une actrice, mannequin et photographe américaine.

## Biographie

### Enfance et formation
Lucy est la fille de l'écrivain William Saroyan et l'actrice Carol Grace. Son frère est écrivain Aram Saroyan (en).

### Carrière
Lucy Saroyan a fréquenté la Dalton School exclusive à New York avant de s’inscrire à la Northwestern University de Chicago.
Après le divorce de ses parents d'autre part, sa mère épousa l'acteur Walter Matthau et Lucy Saroyan a ensuite abandonné l’université et s’est inscrite au Neighborhood Playhouse à New York avant de travailler aux côtés de son beau-père dans un certain nombre de ses films.
Elle a également joué de petites pièces à Broadway, off-Broadway, et à la télévision, en plus de travailler comme archiviste cinémathèque. Son rôle de film la plus notable est dans de Paul Schrader "Blue Collar", elle joue la femme de Harvey Keitel.
La première exposition de portraits à titre posthume découverte Lucy Saroyan d'une liste d'Hollywood et de nouvelles figures de divertissement York des années 1970 et 1980 sera ouverte à la Galerie Craig Krull à Santa Monica le Janvier 16 mai 2010. Son portrait iconique de Dennis Hopper a été inclus dans l'exposition rétrospective de la photographie 2009 Hopper propre à Paris et en Australie.

### Mort
Elle est morte à Thousand Oaks, Californie le 11 avril 2003 à l'âge de 57 ans d'une cirrhose du foie causée par l'hépatite C. Ses cendres sont enterrées au cimetière Ararat de Fresno près de celles de son père, le dramaturge lauréat du prix Pulitzer, décédé en 1981 à l’âge de 72 ans.

## Filmographie

### Cinéma
- 1968 : Isadora de Karel Reisz : ? (non créditée)
- 1969 : Some Kind of a Nut (en) de Garson Kanin : Samantha
- 1970 : Maidstone de Norman Mailer : ?
- 1971 : Kotch de Jack Lemmon : Sissy
- 1974 : Les Pirates du métro de Joseph Sargent : Coed #2
- 1977 : American Raspberry de Bradley R. Swirnoff : Connie
- 1977 : Greased Lightning (en) de Michael Schultz : Hutch's Wife
- 1978 : Blue Collar de Paul Schrader : Arlene Bartowski
- 1980 : Jeux d'espions (Hopscotch), de Ronald Neame : Carla

### Télévision

#### Séries télévisées
- 1971 : Mannix : Jill Wallace (saison 4, épisode 17), Intention de donner la mort / With the intention to kill
- 1971 : Les Règles du jeu (The Name of the Game) : Jane (saison 3, épisode 19)
- 1975-1976 : The Blue Knight (en) : Nan / Records Clerk / Fran / Bonnie (4 épisodes)
- 1976 : Columbo : Meurtre à l'ancienne : Elise
- 1977 : Huit, ça suffit ! (Eight is Enough) : Donna (saison 1, épisode 1)

#### Téléfilm
- 1977 : Bravo Two de Ernest Pintoff : Lucy